# Frida Lundell
Frida Farida Nathalie Lundell, född 9 augusti 1976 i Norrköping är en svensk TV-profil, glamourmodell och dokusåpadeltagare.
2002 representerade Lundell Sverige i den årliga skönhetstävlingen Miss Europe i Warszawa 2002 och kom på fjärde plats. Hon har turnerat i Skandinavien som gästsångerska och dansare för Eurodance-gruppen Look Twice. Hon har även arbetat som konferencier och värdinna på diverse event, bland annat för Slitz Masters och Christos Masters årliga golftävlingar.
Lundell medverkade 2004 i Expedition Robinson på TV3, år 2005 i dokusåpan Club Goa och 2006 i programserien Under cover. Hon vek ut sig i herrtidningarna Café Magazine, FHM, Moore och Slitz där hon även blev utsedd till "Sveriges sexigaste singel" 2005.